# یافت کوتو
یافت کوتو (به انگلیسی: Yaphet Kotto) (زاده ۱۵ نوامبر ۱۹۳۹ -درگذشته ۱۵ مارس ۲۰۲۱) بازیگر آمریکایی بود.

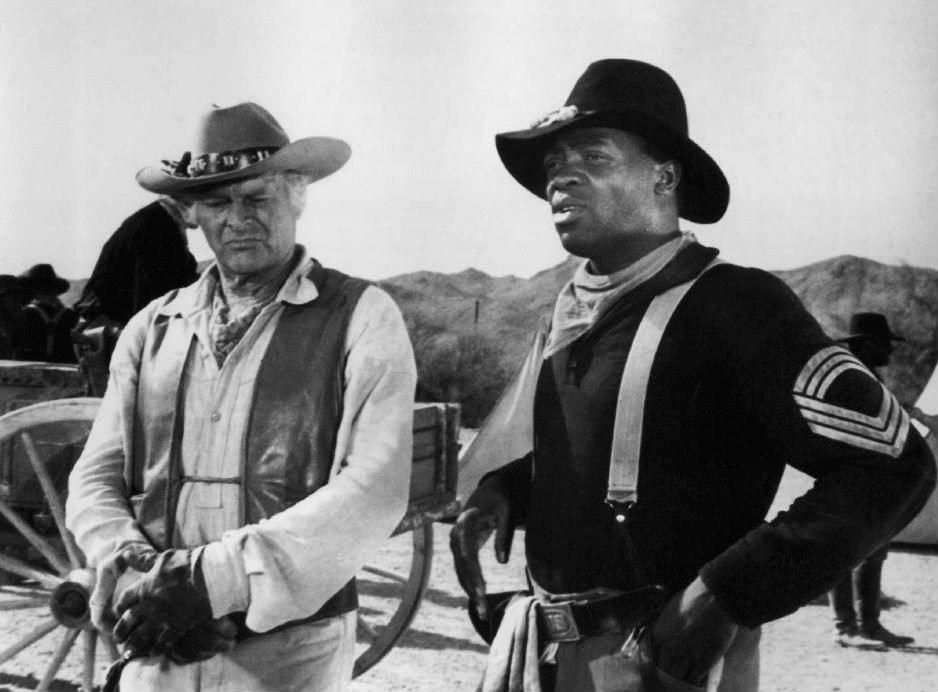
لیف اریکسون (سمت چپ) و یافت کوتو (سمت راست) در مجموعه چاپارل (۱۹۶۸)

از فیلم‌های معروف او می‌توان به بازی در فیلم مرد فراری، بیگانه، زندگی کن و بگذار بمیرد، پارک مال من است، گریز نیمه‌شب، قلب‌های ربوده‌شده و حفاظت بی‌شعور اشاره کرد.